# 게이츠오브더아크틱 국립공원 및 보호구

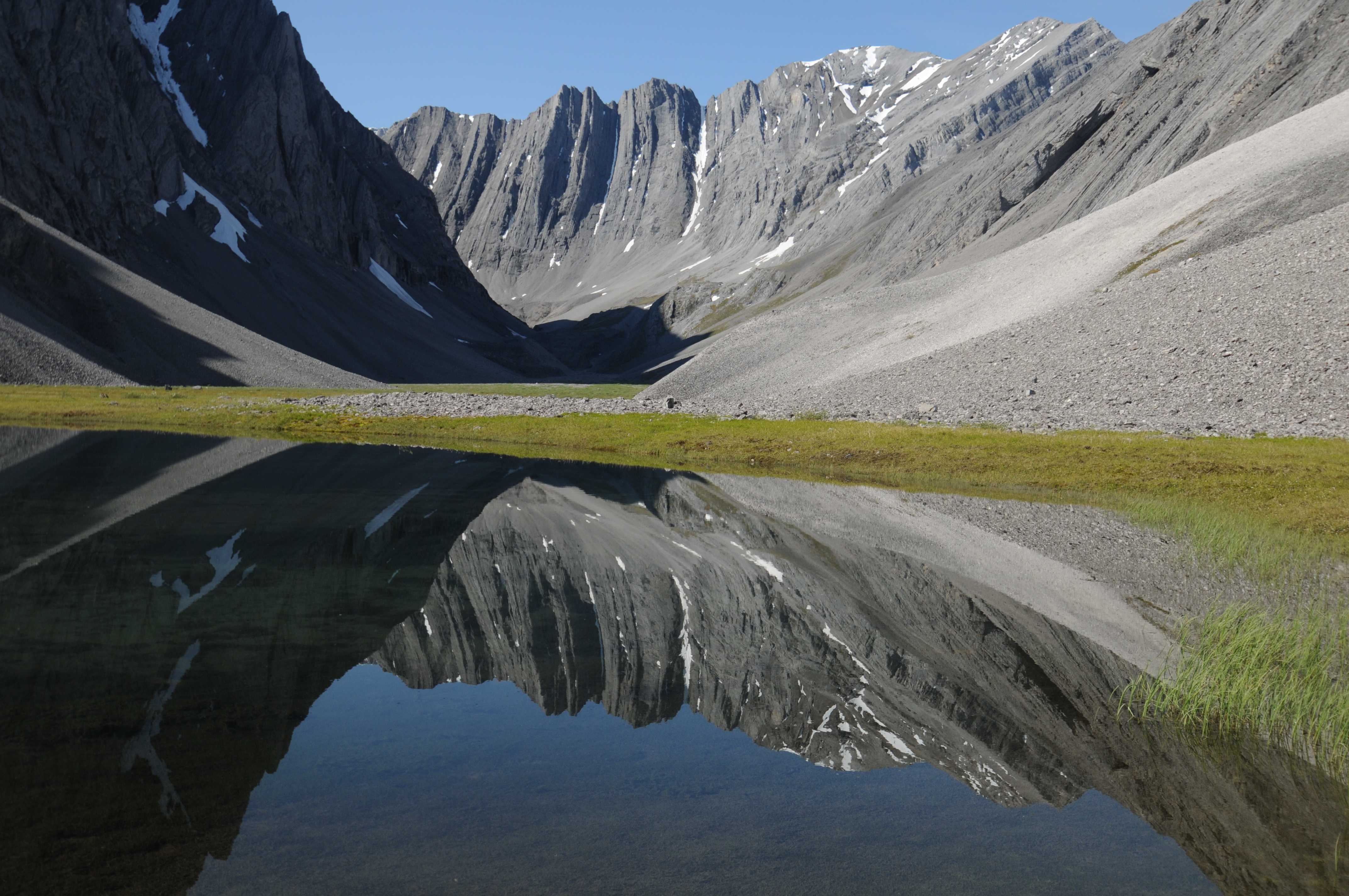
올라 밸리

게이츠오브더아크틱 국립공원 및 보호구(Gates of the Arctic National Park and Preserve, 게이츠오브더아크틱 국립공원·보호구)는 알래스카주 북부 브룩스레인지의 일부 지역을 보호하는 미국의 국립공원이다. 이 공원은 미국의 북쪽 끝에 위치한 국립공원으로, 북극권에서 온전히 북쪽에 위치한다. 이 공원은 미국에서 2번째로 큰 공원으로, 면적은 34,287km2에 달하며 이는 벨기에보다 살짝 더 큰 면적이다.
1978년 12월 1일 미국 국립기념물로 할당되었다.

## 같이 보기
- 미국의 국립공원